# Döllach (Gemeinde Aflenz)
Döllach ist eine Ortschaft und eine Katastralgemeinde der Gemeinde Aflenz im Bezirk Bruck-Mürzzuschlag in Steiermark.
Zu Ortschaft Döllach zählt auch die Rotte Thullin sowie zwei Einzellagen. Die Ortskapelle steht unter Denkmalschutz  (Listeneintrag).

## Siedlungsentwicklung
Zum Jahreswechsel 1979/1980 befanden sich in der Katastralgemeinde Döllach insgesamt 47 Bauflächen mit 20.731 m² und 61 Gärten auf 46.730 m², 1989/1990 gab es 47 Bauflächen. 1999/2000 war die Zahl der Bauflächen auf 94 angewachsen und 2009/2010 bestanden 57 Gebäude auf 104 Bauflächen.

## Bodennutzung
Die Katastralgemeinde ist land- und forstwirtschaftlich geprägt. 166 Hektar wurden zum Jahreswechsel 1979/1980 landwirtschaftlich genutzt und 198 Hektar waren forstwirtschaftlich geführte Waldflächen. 1999/2000 wurde auf 157 Hektar Landwirtschaft betrieben und 195 Hektar waren als forstwirtschaftlich genutzte Flächen ausgewiesen. Ende 2018 waren 150 Hektar als landwirtschaftliche Flächen genutzt und Forstwirtschaft wurde auf 193 Hektar betrieben. Die durchschnittliche Bodenklimazahl von Döllach beträgt 25,2 (Stand 2010).